# Opération Maple
L’opération Maple fut une action de minage naval de la Seconde Guerre mondiale faisant partie de l'opération Neptune, notamment avant le débarquement de Normandie. Elle visait à protéger les flancs de la force d'invasion, en particulier contre les S-Boot et R-Boot opérant depuis le Havre et Cherbourg et les U-Boot opérant depuis les côtes atlantiques ou de la Mer du Nord. Un total de 6 850 mines furent mouillées durant cette opération.

## Forces ayant pris part à l'action
| Mouilleur de mines rapide HMS Apollo 1 flottille de Motor Launch | depuis Plymouth   |
|                                                                  |                   |
| 3 flottilles de vedettes-torpilleurs                             | depuis Portsmouth |
|                                                                  |                   |
| 2 flottilles de mouilleurs de mines (dont le HMS Plover)         | depuis Douvres    |
|                                                                  |                   |
| 2 flottilles de vedettes-torpilleurs 1 flottille de ML           | depuis Nore       |
| Bombardiers lourds et Mosquitos du Bomber Command                |                   |

## Mines spéciales
Des mines spéciales furent utilisées. Ces mines étant réglées pour devenir opérationnelles après un temps variable pour perturber les opérations de déminage. Elles avaient également une durée de vie limitée pour permettre un passage inoffensif après un certain temps (J+3 pour Cherbourg, J+14 au Havre...) Des dragueurs de mines disposaient d'équipements adaptés pour nettoyer ces champs de mines plus tôt en cas de besoin.

## Phases de l'action
- Phase I : jusqu'au 17 avril, minage classique dans les zones habituelles.
- Phase II : du 17 avril au 9 mai, introduction de mines spéciales dans les champs habituels, de la Bretagne aux îles Frisonnes.
- Phase III : du 9 au 28 mai, mines spéciales en Manche et Mer du Nord. Mines spéciales mouillées par bombardiers sur zones habituelles de la Baltique à la frontière espagnole jusqu'à J+10.
- Phase IV : du 29 mai au 4 juin (J-2), mines spéciales dans les approches de Cherbourg, du Havre, de Boulogne et de Calais. Mines spéciales mouillées par avions des Pays-Bas à Brest.
- Phase V : J-1 et J, côte de Bretagne, Cherbourg, Le Havre, Étretat. Phase exécutée dans la nuit du 5 au 6 uniquement au large d'Étretat à cause du nombre de navires en approche des plages du débarquement.
- Phase VI : après le jour J, en fonction des besoins.

## Référence externe
- (en) Operation NEPTUNE (Naval Aspects of Operation OVERLORD) Administrative History (1948)
- (en) Administrative History of the US Naval Forces in Europe 1940-1946
- (en) Britsh Naval Minelaying in World War 2